# Nomenclatura planetária

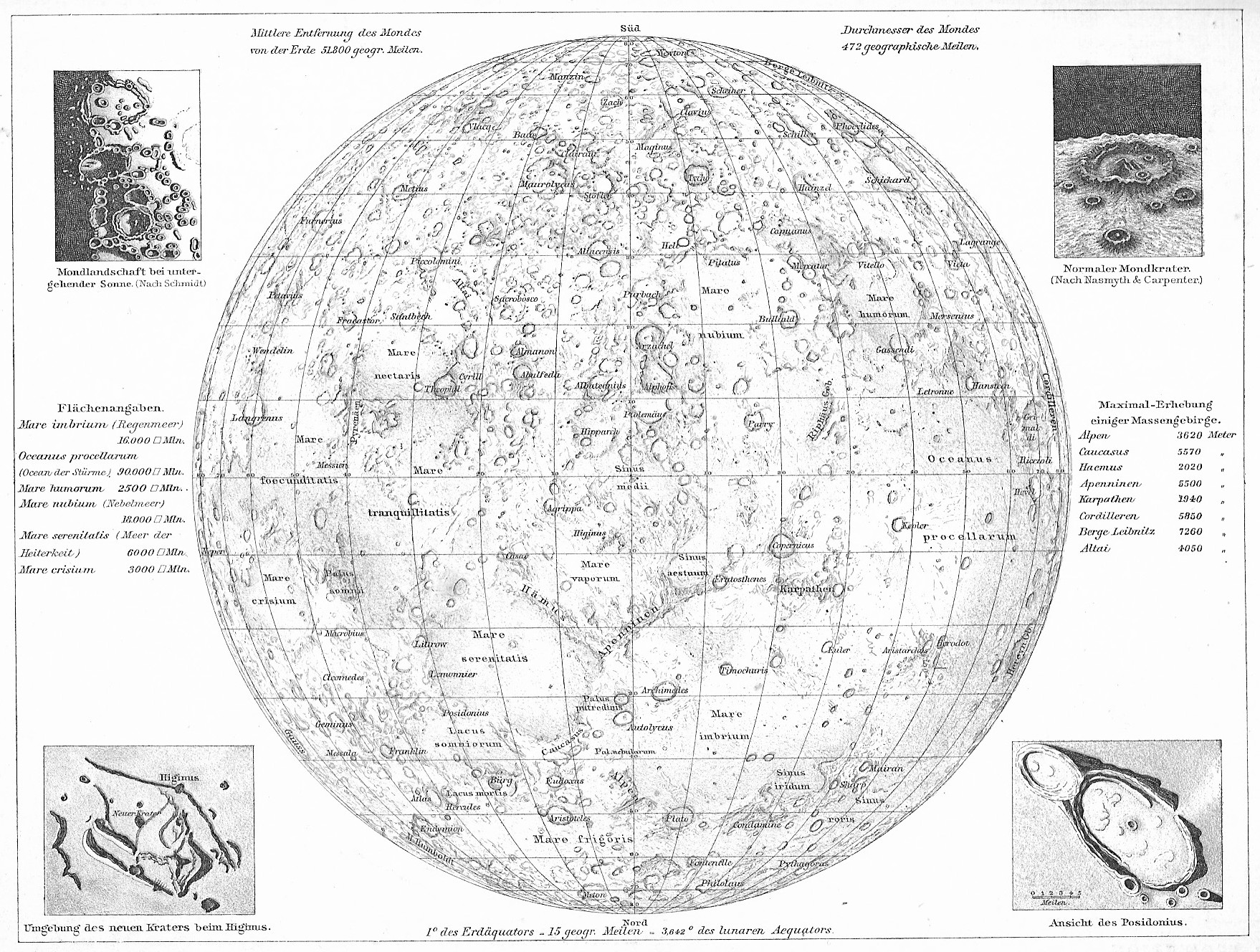
Mapa da Lua por Andrees Allgemeiner Handatlas, primeira edição (1881), anterior às convenções da IAU.

A nomenclatura planetária, como a nomenclatura terrestre, é um sistema de características de identificação exclusiva na superfície de um planeta ou satélite natural, para que as características possam ser facilmente localizadas, descritas e discutidas. Desde a invenção do telescópio, os astrônomos deram nomes às características da superfície que eles discerniram, especialmente na Lua e em Marte. Para padronizar a nomenclatura planetária, a União Astronômica Internacional (IAU) recebeu em 1919 a tarefa de selecionar nomes oficiais para as características dos corpos do Sistema Solar.